# دوپلکس تشامبا
دوپلکس تشامبا (انگلیسی: Duplexe Tchamba؛ زادهٔ ۱۰ ژوئیهٔ ۱۹۹۸) بازیکن فوتبال اهل کامرون است.
از باشگاه‌هایی که در آن بازی کرده‌است می‌توان به باشگاه فوتبال استراسبورگ اشاره کرد.
وی همچنین در تیم ملی فوتبال کامرون بازی کرده‌است.